# Gheorghe Hristodol
Gheorghe Hristodol (n. 10 mai 1934, Bazargic, jud. Caliacra – România, azi, Bulgaria) este un istoric român, coordonator al seriei de referință Bibliografia Istorică a României. 

## Biografie și familie
Tatăl său se naște la Veria, iar mama sa, la Salonic. Provine din familia academicianului Elie Carafoli. Se refugiază la Constanța, în contextul politic al anului 1940, urmând să ajungă pentru studii la Cluj.

## Studii
Finalizează studiile liceale în cadrul Liceului „Mircea cel Bătrân“ în anul 1953 și devine absolvent al Facultății de Istorie a Universității „Victor Babeș” din Cluj (1958). Din același an, este repartizat la Institutul de Istorie Cluj. Este cercetător (1958-1971), cercetător științific din 1971, secretar al Colectivului Bibliografic la Institut, din 1971, șeful colectivului, iar din 1990, coordonator al colecției Bibliografia istorică a României.

## Viața și activitatea
Împreună cu profesorul universitar Ioachim Crăciun, a reînnodat tradiția bibliografică a Clujului universitar, demarând, din 1962, colecția Bibliografia istorică a României. Vreme de 40 de ani coordonează colectivul de „Bibliografie istorică a României“, lucrare de interes național și nu numai, fundamentală pentru informația istorică din perioada 1946-2005, editată în zece volume la Editura Academiei Române. Aceasta devine un instrument de lucru care indexează și ordonează studiile și articolele consacrate istoriei naționale și universale.

## Distincții
În 1987, a fost distins cu Premiul „Vasile Pârvan” al Academiei Republicii Socialiste România pentru întreaga activitate bibliografică.

## Opera
1.	Bibliografia istorică a României. Vol. II-IX. București: Editura Academiei Române, 1972-1996 – vol. II-VIII; Cluj-Napoca: Institutul de Istorie, 2000 – vol. IX (coautor și coordonator).
2.	Bibliografia istorică a României la Institutul de Istorie din Cluj. În: „Anuarul Institutului de Istorie din Cluj-Napoca”, 1996, 35, p. 360-372.
3.	Bibliografia Dobrogei pe 1990. În: „Anuarul Institutului de Istorie din Cluj-Napoca”, 1996, p. 433-436.
4.	Problema agrară în presa românească din Transilvania în anii 1921-1929, în Anuarul Institutului de Istorie din Cluj-Napoca, XVI (1973), p. 301-323.
5.	Despre repartiția proprietății agrare și lupta pentru pământ a țărănimii din județul Cluj (1929-1933), în Anuarul Institutului de Istorie din Cluj-Napoca, XIII (1970), p. 319-329.
6.	Despre problema agrară în statele dispersate din Munții Apuseni (1919-1940), în Anuarul Institutului de Istorie din Cluj-Napoca, XIV (1971), p. 229-245.
7.	Aspecte privind lupta pentru pământ a țărănimii din județul Cluj (1934-1938) în Anuarul Institutului de Istorie din Cluj Napoca, XI (1968), p. 327-340.
8.	Bibliografia istorică a României pe anii 1959-1960. În: „Anuarul Institutului de Istorie din Cluj” (1962), p. 291-423.